# الاتحاد الوطني للكتاب في أوكرانيا
الاتحاد الوطني للكتاب في أوكرانيا (بالأوكرانية: Національна спілка письменників України)‏؛ (НСПУ) هي جمعية إبداعية اجتماعية تطوعية من الكتاب المحترفين والشعراء وكتاب النثر والكتاب المسرحيين والنقاد والمترجمين. تأسست الجمعية في عام 1934 باسم اتحاد الكتاب في جمهورية أوكرانيا الاشتراكية السوفيتية، والذي كان جزءً من اتحاد الكتاب السوفيت، والذي تأسس في نفس العام، وفي عام 1991، أعلن اتحاد كتاب أوكرانيا استقلاله عن أي هياكل تابعة للاتحاد السوفيتي، وفي عام 1997 انقسم الاتحاد، وخسر بعض أعضائه الذين أنشأوا منظمة جديدة تعرف باسم رابطة الكتاب الأوكرانيين.
يضم الاتحاد اليوم أكثر من 1800 عضو، من بينهم 84 كاتبًا يعيشون خارج أوكرانيا، يكتب غالبيتهم باللغة الأوكرانية، بينما يكتب الآخرون باللغة الروسية، والمولدوفية، واليديشية، والمجرية، واليونانية، وبعض اللغات الأخرى.

## أعضاء بارزين
- أناتولي كاشيدا، كاتب وشاعر وصحفي
- بافلو زريبيلني، روائي أوكراني
- ميكولا شابان، صحفي أوكراني مرموق ومختص بالدراسات الإقليمية في دنيبروبتروفسك
- لاريسا ماتفييفا، شاعرة وروائية وكاتبة مسرحية.
- إيجور بافليوك، كاتب ومترجم وباحث أوكراني.
- دميترو كرمين، شاعر وصحفي
- لاريسا خوروليتس، ممثلة أوكرانية ووزيرة الثقافة
- سفيتلانا إيشينكو، شاعرة وممثلة مسرحية ومترجمة.
- فيليكس كريفين، كاتب سيناريو.
- مايكولا بازان، كاتب وشاعر وشخصية عامة أوكرانية سوفيتية.
- أولكسندر كورنيتشوك، كاتب مسرحي وناقد أدبي ومسؤول حكومي
- إيفان كوليك، شاعر وكاتب ومترجم ودبلوماسي وناشط في الحزب الشيوعي.
- فولوديمير يافوريفسكي، شاعر وكاتب وصحفي وسياسي.
- أوليس هونشار، كاتب وشخصية عامة ومحارب سوفييتي أوكراني مخضرم في الحرب العالمية الثانية.
- ماريا كابنيست، ممثلة سينمائية
- تيتيانا ياكوفينكو، شاعر، وناقد وأديب، ومدرس.
- أولينا تيليها، شاعرة وناقدة، وعضو في منظمة القوميين الأوكرانيين.

## روابط خارجية
- NSPU official website
 (بالأوكرانية)